# Maurice Kriegs
Maurice Kriegs (* 11. April 1991 in Paderborn) ist ein deutscher Koch.

## Werdegang
2008 sprach der damals 17-jährige Kriegs den Fernsehkoch Alfons Schuhbeck in der Sendung Küchenschlacht an, ob er bei ihm eine Koch-Lehre machen könnte. Er absolvierte seine Ausbildung in der Südtiroler Stuben in München (ein Michelinstern). Dann kochte er einige Jahre bei Christian Bau im Saarland (drei Michelinsterne).
Von Ende 2016 bis Ende 2019 war er Küchenchef in Alfons Schuhbecks Restaurant Schuhbecks Fine Dining im Boettners, das im Guide Michelin 2018 mit einem Stern ausgezeichnet wurde.
Im Dezember 2019 verließ er das Restaurant und arbeitet mit seiner Partnerin Barbara Langwallner, die vorher ebenfalls bei Christian Jürgens arbeitete, am Gasthof ihrer Eltern in Zell am Moos.

## Auszeichnungen
- 2017: Ein Stern im Guide Michelin 2018 für das Restaurant Schuhbecks Fine Dining im Boettners
- 2018: Aufsteiger des Jahres 2018 vom Schlemmer Atlas